# Tadeusz Adamski (ułan)
Tadeusz Adamski (ur. 22 września 1891 w Baligrodzie, zm. 13 czerwca 1915 pod Rokitną) – działacz niepodległościowy, żołnierz II Brygady Legionów Polskich, podoficer ordynansowy płk. Józefa Hallera, uczestnik szarży pod Rokitną, kawaler Orderu Virtuti Militari.

## Życiorys
Urodził się 22 września 1891 w Baligrodzie, w rodzinie Roberta, notariusza i Emilii ze Skarbek Malczewskich. Miał brata Jerzego (1897–1978), także legionistę i siostrę.
Klasę VII i VIII ukończył w c. k. Gimnazjum Arcyksiężniczki Elżbiety w Samborze. Tam też w 1910 zdał maturę. W 1914 uzyskał absolutorium na Wydziale Prawa Uniwersytetu Franciszkańskiego we Lwowie. Należał do Polskich Drużyn Strzeleckich. 
Po wybuchu I wojny światowej wyruszył ze Lwowa z Legionem Wschodnim. Został przydzielony do II Brygady Legionów Polskich, do 2 szwadronu kawalerii. 
Służył jako komendant plutonu kawalerii przy 3 pułku piechoty. Brał udział w walkach w Karpatach. Poległ 13 czerwca 1915 roku w czasie szarży pod Rokitną. 15 czerwca 1915 roku wraz z pozostałymi 14 poległymi bezpośrednio w czasie ataku żołnierzami 2 szwadronu został uroczyście pochowany na cmentarzu w Rarańczy. W lutym 1923 roku zwłoki ułanów ekshumowano i uroczyście przewieziono na cmentarz Rakowicki w Krakowie. 26 lutego odbył się uroczysty pogrzeb. Generał broni Stanisław Szeptycki, w imieniu Józefa Piłsudskiego, udekorował trumny ułanów przyznanymi im pośmiertnie orderami.

## Ordery i odznaczenia
- Krzyż Srebrny Orderu Wojskowego Virtuti Militari nr 5489 – pośmiertnie 17 maja 1922[11]
- Krzyż Niepodległości – pośmiertnie 6 czerwca 1931 „za pracę w dziele odzyskania niepodległości”[12]
- Krzyż Walecznych[9]